# Holothuria whitmaei
Holothuria whitmaei is een zeekomkommer uit de familie Holothuriidae.
De wetenschappelijke naam van de soort werd in 1887 gepubliceerd door Francis Jeffrey Bell.